# Stoidis placida
Stoidis placida là một loài nhện trong họ Salticidae.
Loài này thuộc chi Stoidis. Stoidis placida được Elizabeth Bangs Bryant miêu tả năm 1947.